# Radnai Farkas
Radnai Farkas, születési és 1872-ig használt nevén Rillhammer Farkas (Kisjenő, 1848. március 25. – Sümeg, 1935. október 14.) római katolikus pap, besztercebányai püspök, címzetes érsek, teológiai doktor, egyházi író.

## Pályafutása
A kivándorlott, de kiválóan hazafias arad megyei Rillhammer német bérlőcsaládból származott. Korán árvaságra jutott és a nagyváradi József-árvaintézetbe került, ahol középiskoláit végezte. Szaniszló Ferenc püspök küldte a Központi Papnevelő Intézetbe, ahol csakhamar kitűnt jeles tehetségével és elnöke lett a magyar egyházi irodalmi iskolának. Kiváló szónoki tehetségért és magyaros irályáért több pályadíjat és jutalmat nyert. 1871. augusztus 16-án szentelték pappá.
Ezután vidékre tették ki káplánnak. Lipovniczky István, akkor nagyváradi püspök már 1872-ben udvarához vette szentszéki aljegyzőnek. Ezen évben változtatta családi nevét Radnaira. 1874-ben szentszéki jegyző és püspöki szertartó, 1875-ben püspöki titkár, 1883-ban szentszéki ülnök, 1889-ben nagyváradi kanonok, majd egyházmegyei irodaigazgató, nemsokára szemináriumi rektor, 1892-ben ságai címzetes prépost, 1901-ben pápai prelátus lett.

### Püspöki pályafutása
1901. december 16-án europus-i címzetes püspökké és Schlauch Lőrinc mellé nagyváradi segédpüspökké nevezték ki. 1902. január 25-én szentelte püspökké Schlauch Lőrinc, Hornig Károly veszprémi püspök és Belopotoczky Kálmán tábori püspök segédletével. Radnai is részt vett a katolikus autonómia kongresszusokon, mint a Schlauch-féle irány híve. 
A király 1904. április 6-án besztercebányai püspökké nevezte ki; szeptember 29-én iktatták be. Radnai a közéletben is szerepelt, például a megyegyűléseken is; mindenkor óvatosan kerülte a felekezeti szempontok előtérbe állítását, és ezért a vegyes vármegyében a reformátusok és zsidók előtt is népszerű volt. 1914-ben búcsúzóul tábori misét celebrált a frontra távozó egységeknek.
1919-ben – azzal az alaptalan váddal, hogy nem tud szlovákul – kiutasították Csehszlovákiából Batthyány Vilmos nyitrai püspökkel egyetemben, majd mindkettejük érseki címet nyert (Radnait XV. Benedek pápa auxumi címzetes érsekké nevezte ki). Haláláig Sümegen, a veszprémi püspöki nyaralóban töltötte napjait.

## Munkái
Költeményeket írt a Munkálatokba (1881), a Redwitz Oszkár Amaranth eposzát ford.; cikke a Századokban (1873. Zayk Pál a Zichy-család őse volt-e? A szerző keresztneve hibásan Ferencznek írva.)
- Krisztus hét szava a keresztfán Nagyböjti beszédkör. Nagyvárad, 1873
- A kereszténység és királyság szövetsége Magyarországon. Egyházi beszéd. Nagyvárad, 1900[4]

XI. körleveléből kivonatot közölt a Magyar Állam (18905. 216. sz.)